# Kjell Schneider
Kjell Schneider (* 4. Oktober 1976 in Kiel) ist ein ehemaliger Beachvolleyballnationalspieler.

## Karriere
Kjell Schneider begann als Hallen-Volleyballer 1983 bei der FT Adler Kiel und wechselte 1991 zum Beachvolleyball. Ab 2002 bildete er mit Julius Brink erfolgreich das Nationalteam Brink/Schneider. Top-10-Platzierungen waren bei den Turnierserien des Grand Slam, der FIVB World-, CEV- und deutschen smart Beach Tour an der Tagesordnung.
Die größten Erfolge verzeichnete Kjell Schneider jedoch als deutscher Vizemeister 2004 in Timmendorfer Strand, dem Turniersieg des FIVB World Tour Turniers in Espinho und dem Gewinn der Bronzemedaille bei der WM 2005 in Berlin. Nach der deutschen Meisterschaft 2005 beendete er das Zusammenspiel mit Brink. Im folgenden Jahr spielte er mit David Klemperer und wurde Dritter bei den Deutschen Meisterschaften. 2007 schloss er sich mit Florian Huth zusammen, bis er seine Beachvolleyball-Karriere 2008 beendete. 2006 wurde er mit der Sportplakette des Landes Schleswig-Holstein ausgezeichnet.
Als studierter Betriebswirtschaftler arbeitet Kjell Schneider seit 2009 für eine Sportevent-Agentur.